# Киргизстан на літніх Олімпійських іграх 2016
Киргизстан на літніх Олімпійських іграх  2016 представляли 19  спортсменів у 6 видах спорту. Жодної медалі олімпійці Киргизстану не завоювали.

## Допінг
Важкоатлет Іззат Артиков був позбавлений бронзової медалі через застосування заборонених препаратів, очікується що колумбієць Луїс Хав'єр Москера, який посів четверте місце отримує бронзову медаль.

## Легка атлетика
Киргизькі легкоатлети кваліфікувалися у наведених нижче дисциплінах (не більш як 3 спортсмени в кожній дисципліні):
Легенда
- Note – для трекових дисциплін місце вказане лише для забігу, в якому взяв участь спортсмен
- Q = пройшов у наступне коло напряму
- q = пройшов у наступне коло за добором (для трекових дисциплін - найшвидші часи серед тих, хто не пройшов напряму; для технічних дисциплін - увійшов до визначеної кількості фіналістів за місцем якщо напряму пройшло менше спортсменів, ніж визначена кількість)
- NR = Національний рекорд
- N/A = Коло відсутнє у цій дисципліні
- Bye = спортсменові не потрібно змагатися у цьому колі

Чоловіки
Трекові і шосейні дисципліни
| Спортсмен   | Дисципліна | Фінал     | Фінал |
| Спортсмен   | Дисципліна | Результат | Місце |
| ----------- | ---------- | --------- | ----- |
| Ілля Тяпкін | Марафон    | 2:23:19   | 86    |

Жінки
Трекові і шосейні дисципліни
| Спортсменка       | Дисципліна | Фінал       | Фінал |
| Спортсменка       | Дисципліна | Результат   | Місце |
| ----------------- | ---------- | ----------- | ----- |
| Дарія Маслова     | 10000 м    | 31:36.90 NR | 19    |
| Юлія Андреєва     | Марафон    | 2:40:34     | 59    |
| Марія Коробицька  | Марафон    | 2:47:53     | 94    |
| Вікторія Полюдіна | Марафон    | 2:41:37     | 62    |

## Бокс
Киргизстан виставив одного борця в категорії до 81 кг. Еркін Адилбек Уулу кваліфікувався на Олімпіаду, діставшись фіналу на Азійському і океанському кваліфікаційному турнірі 2016, що пройшов у Цяньані (Китай).
| Спортсмен          | Категорія           | Раунд 1/32                        | Раунд 1/16         | Чвертьфінали       | Півфінали          | Фінал              | Фінал           |
| Спортсмен          | Категорія           | Суперник Результат                | Суперник Результат | Суперник Результат | Суперник Результат | Суперник Результат | Місце           |
| ------------------ | ------------------- | --------------------------------- | ------------------ | ------------------ | ------------------ | ------------------ | --------------- |
| Еркін Адилбек Уулу | до 81 кг (чоловіки) | Хуан Карлос Каррільйо (COL) L 0–3 | Завершив виступ    | Завершив виступ    | Завершив виступ    | Завершив виступ    | Завершив виступ |

## Дзюдо
Киргизстан надіслав на Олімпіаду двох дзюдоїстів у таких вагових категоріях. Учасник Олімпіади 2012 Юрій Краковецький входив до 14 дзюдоїстів, які могли кваліфікуватись за рейтинг листом IJF станом на 30 травня 2016 року, тоді як Отар Бестаєв у категорії до 60 кг кваліфікувався за континентальною квотою від Азійського регіону, як дзюдоїст з найвищим рейтингом серед казахських спортсменів поза межами прямого потрапляння через світовий рейтинг-лист.
| Спортсмен         | Категорія               | Раунд 1/64         | Раунд 1/32                        | Раунд 1/16                    | Чвертьфінали                     | Півфінали          | Втішний поєдинок                     | Фінал / БМ         | Фінал / БМ      |
| Спортсмен         | Категорія               | Суперник Результат | Суперник Результат                | Суперник Результат            | Суперник Результат               | Суперник Результат | Суперник Результат                   | Суперник Результат | Місце           |
| ----------------- | ----------------------- | ------------------ | --------------------------------- | ----------------------------- | -------------------------------- | ------------------ | ------------------------------------ | ------------------ | --------------- |
| Отар Бестаєв      | до 60 кг (чоловіки)     | Bye                | Ахмед Абельрахман (EGY) W 101–000 | Орхан Сафаров (AZE) L 001–110 | Завершив виступ                  | Завершив виступ    | Завершив виступ                      | Завершив виступ    | Завершив виступ |
| Юрій Краковецький | понад 100 кг (чоловіки) | Н/Д                | Андре Брайтбарт (GER) W 100–000   | Яків Хаммо (UKR) W 111–000    | Абдулло Тангрієв (UZB) L 001–100 | Завершив виступ    | Алекс Гарсія Мендоса (CUB) L 000–100 | Завершив виступ    | 7               |

## Плавання
Киргизстан отримав універсальні місця від FINA на участь в Олімпійських іграх двох плавців (по одному кожної статі).
| Спортсмен      | Дисципліна                   | Забіг   | Забіг | Півфінал         | Півфінал         | Фінал            | Фінал            |
| Спортсмен      | Дисципліна                   | Час     | Місце | Час              | Місце            | Час              | Місце            |
| -------------- | ---------------------------- | ------- | ----- | ---------------- | ---------------- | ---------------- | ---------------- |
| Денис Петрашов | 200 метрів брасом (чоловіки) | 2:16.57 | 38    | Завершив виступ  | Завершив виступ  | Завершив виступ  | Завершив виступ  |
| Дарія Таланова | 100 метрів брасом (жінки)    | 1:10.94 | 34    | Завершила виступ | Завершила виступ | Завершила виступ | Завершила виступ |

## Важка атлетика
Киргизстан делегував на Олімпіаду одного важковаговика, завдяки входженню збірної в провідну сімку на Чемпіонаті Азії 2016. 
Крім того IWF перерозподілила на користь Киргизстану невикористану жіночу квоту, яка звільнилася внаслідок "численних допінгових скандалів" серед кількох країн.
| Спортсмен     | Категорія           | Ривок     | Ривок | Поштовх   | Поштовх | Загальна сума | Місце |
| Спортсмен     | Категорія           | Результат | Місце | Результат | Місце   | Загальна сума | Місце |
| ------------- | ------------------- | --------- | ----- | --------- | ------- | ------------- | ----- |
| Іззат Артиков | до 69 кг (чоловіки) | 151       | 5     | 188       | 3       | 339           | DSQ   |
| Жаніл Окоєва  | до 48 кг (жінки)    | 72        | 11    | 97        | 8       | 169           | 10    |

## Боротьба
Киргизстан делегував на Олімпіаду шість борців у вказаних нижче категоріях. Двоє з них (до 97 кг у вільній і до 59 кг у греко-римській боротьбі) посіли одне з перших шести місць на Чемпіонаті світу 2015, тоді як ще чотири квоти були надані казахським борцям за потрапляння в один із двох фіналів у своїх вагових категоріях на Азійському кваліфікаційному турнірі 2016.
Ще один спортсмен завоював путівку в категорії до 66 кг греко-римської боротьби на вийшовши у фінал Олімпійського кваліфікаційного турніру 2016, що пройшов у Стамбулі.
11 травня 2016 року Об'єднаний світ боротьби вирішив перерозподілити олімпійську ліцензію Киргизстану з 85 кг греко-римської боротьби на 125 кг вільної боротьби, у відповідь на допінгові порушення на Азійському кваліфікаційному турнірі. Але це вони зробили на два місяці пізніше, згідно з рекомендаціями щодо мелдонію, опублікованими МОК і WADA.
Легенда:
- VT – Перемога на туше.
- PP – Перемога за очками – з технічними очками в того, хто програв.
- PO – Перемога за очками – без технічних очок в того, хто програв.
- ST – Перемога за явної переваги – різниця в очках становить принаймні 8 (греко-римська боротьба) або 10 (вільна боротьба) очок, без технічних очок у того, хто програв.
- SP – Перемога за явної переваги – різниця в очках становить принаймні 8 (греко-римська боротьба) або 10 (вільна боротьба) очок, з технічними очками в того, хто програв.

Чоловіки
Вільна боротьба
| Спортсмен      | Категорія | Кваліфікація       | Раунд 1/16                           | Чвертьфінал                      | Півфінал           | Втішний поєдинок 1 | Втішний поєдинок 2 | Фінал / БМ         | Фінал / БМ |
| Спортсмен      | Категорія | Суперник Результат | Суперник Результат                   | Суперник Результат               | Суперник Результат | Суперник Результат | Суперник Результат | Суперник Результат | Місце      |
| -------------- | --------- | ------------------ | ------------------------------------ | -------------------------------- | ------------------ | ------------------ | ------------------ | ------------------ | ---------- |
| Магомед Мусаєв | до 97 кг  | Bye                | Доржхандин Хюдербулга (MGL) W 3–0 PO | Валерій Андрійцев (UKR) L 1–3 PP | Завершив виступ    | Завершив виступ    | Завершив виступ    | Завершив виступ    | 9          |
| Аяал Лазарев   | до 125 кг | Bye                | Роберт Баран (POL) L 1–3 PP          | Завершив виступ                  | Завершив виступ    | Завершив виступ    | Завершив виступ    | Завершив виступ    | 15         |

Греко-римська боротьба
| Спортсмен        | Категорія | Кваліфікація                  | Раунд 1/16                     | Чвертьфінал        | Півфінал           | Втішний поєдинок 1 | Втішний поєдинок 2        | Фінал / БМ                         | Фінал / БМ |
| Спортсмен        | Категорія | Суперник Результат            | Суперник Результат             | Суперник Результат | Суперник Результат | Суперник Результат | Суперник Результат        | Суперник Результат                 | Місце      |
| ---------------- | --------- | ----------------------------- | ------------------------------ | ------------------ | ------------------ | ------------------ | ------------------------- | ---------------------------------- | ---------- |
| Арсен Ералієв    | до 59 кг  | Bye                           | Ісмаель Борреро (CUB) L 1–3 PP | Завершив виступ    | Завершив виступ    | Bye                | Ван Лумінь (CHN) W 3–1 PP | Ельмурат Тасмурадов (UZB) L 1–3 PP | 5          |
| Руслан Царьов    | до 66 кг  | Bye                           | Тарек Бенаїсса (ALG) L 0–3 PO  | Завершив виступ    | Завершив виступ    | Завершив виступ    | Завершив виступ           | Завершив виступ                    | 17         |
| Занарбек Кенжеєв | до 85 кг  | Деніс Кудла (GER) L 0–3 PO    | Завершив виступ                | Завершив виступ    | Завершив виступ    | Завершив виступ    | Завершив виступ           | Завершив виступ                    | 15         |
| Мурат Рамонов    | до 130 кг | Сергій Семенов (RUS) L 1–3 PP | Завершив виступ                | Завершив виступ    | Завершив виступ    | Завершив виступ    | Завершив виступ           | Завершив виступ                    | 11         |

Жінки
Вільна боротьба
| Спортсменка        | Категорія | Кваліфікація        | Раунд 1/16                 | Чвертьфінал               | Півфінал                       | Втішний поєдинок 1  | Втішний поєдинок 2  | Фінал / БМ                 | Фінал / БМ |
| Спортсменка        | Категорія | Суперниця Результат | Суперниця Результат        | Суперниця Результат       | Суперниця Результат            | Суперниця Результат | Суперниця Результат | Суперниця Результат        | Місце      |
| ------------------ | --------- | ------------------- | -------------------------- | ------------------------- | ------------------------------ | ------------------- | ------------------- | -------------------------- | ---------- |
| Айсулуу Тинибекова | до 58 кг  | Bye                 | Джойс Сілва (BRA) W 3–1 PP | Петра Оллі (FIN) W 3–1 PP | Валерія Коблова (RUS) L 1–3 PP | Bye                 | Bye                 | Сакші Малік (IND) L 1–3 PP | 5          |